# Aspidoscelis hyperythra
Aspidoscelis hyperythra là một loài thằn lằn trong họ Teiidae. Loài này được Cope mô tả khoa học đầu tiên năm 1864.

## Hình ảnh

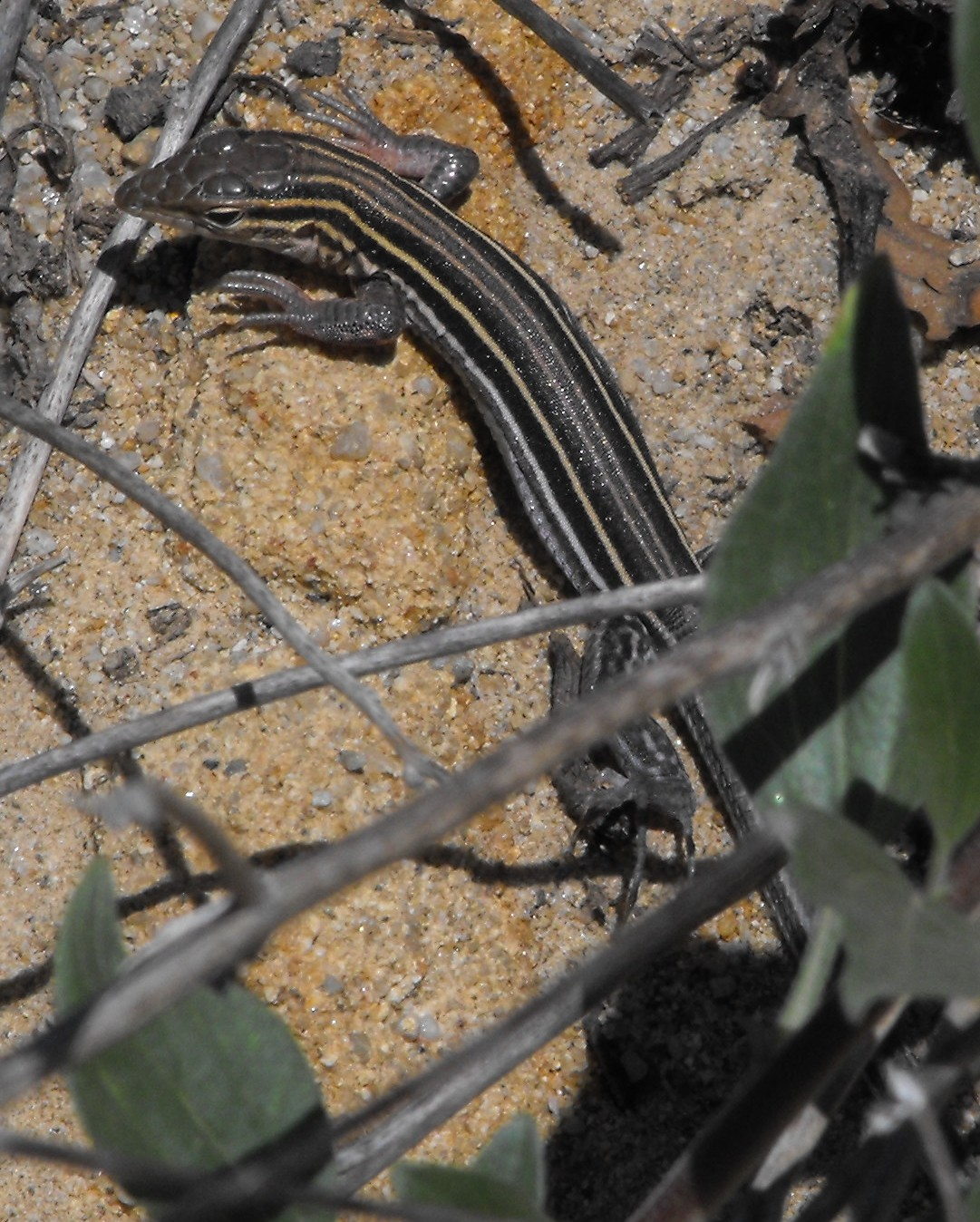